# 劇団ZTON
劇団ZTON（げきだん　ぜっとん）とは、京都を拠点に活動している劇団。

## 沿革
2006年、立命館大学在籍中の河瀬仁誌を中心に結成。京都市右京区に本拠地を置く。
和を主軸としたエンターテイメント性の高い作品を独自の世界観で展開している。関西最速のスピードを誇る殺陣、またダンスを取り入れ、歴史と現代を折衷させた斬新な発想と構成により新たなスタイルの活劇を提供している。
2008年より「沙羅双樹のハムレット」「応仁恋乱舞～ロミオとジュリエット～」「狗神エイト（マクベス）」「天正のリア王」など、シェイクスピア作品を和風にリメイクするなども特長としている。（和装シェイクスピアシリーズ）
2011年より、シェイクスピアシリーズとは違った魅力のエンタメストライクシリーズを上演している。「幕末紅蜀葵」、「月に叢雲、花に風」、「覇道ナクシテ、泰平ヲミル」シリーズ、等。

## 劇団員
2017年時点での所属劇団員
- 河瀬仁誌　代表・脚本・演出家
- 為房大輔　俳優・殺陣師
- 高瀬川すてら　女優
- レストランまさひろ　俳優
- 森孝之　俳優
- 図書菅　俳優
- 門石藤矢　俳優
- 天堂悟志　俳優
- 中森あやか　制作・宣伝美術
- 久保内啓朗　俳優